# Paul Gleason
Paul Xavier Gleason (Jersey City, 4 de maio de 1939 — Burbank, 27 de maio de 2006) foi um ator norte-americano, talvez sendo mais conhecido por interpretar Richard Vernon no filme The Breakfast Club.

## Morte
Morreu em 27 de maio de 2006 em um hospital na cidade Burbank, Califórnia de mesotelioma, uma forma de câncer quase sempre causado devido a exposição a asbesto, que ele pensa ter adquirido ao se expor ao material enquanto trabalhava com seu pai na adolescência. Sepultado no Westwood Village Memorial Park Cemetery.